# Paleornitologia
La Paleornitologia, nota anche come Paleontologia aviaria, è la disciplina scientifica che studia l'evoluzione degli uccelli e i loro esemplari fossili.
Unisce le competenze dell'Ornitologia e della Paleontologia.
La Paleornitologia nacque con la scoperta dell'Archaeopteryx. La relazione tra rettili ed uccelli e con i loro antenati, i dinosauri teropodi sono aspetti importanti della ricerca paleornitologica. 
Altre aree di interesse sono i primi uccelli marini quali Ichthyornis e Hesperornis.
Celebri paleornitologi furono Storrs Olson, Alexander Wetmore, Alan Feduccia, Philip Ashmole, Pierce Brodkorb, Trevor H. Worthy, Zhou Zhonghe, Gerald Mayr, Bradley C. Livezey e David Steadman.